# Колесниково (Калужская область)
Колесниково — небольшая деревня в Жуковском районе Калужской области, входит в сельское поселение «Деревня Верховье». Население — 24 человека на 2007 год (в 1983 году 80 человек).
Деревня расположена на севере района, в 100 километрах от Москвы. в 700 м юго-восточнее Калужского шоссе А101; на западе примыкает к городу Белоусово, ещё в 3,5 км западнее — Обнинск, райцентр — в 7 км на юго-восток. Ближайшая железнодорожная станция Обнинское — в 4 км.
| 2002 | 2010 |
| ---- | ---- |
| 24   | ↘23  |